# Ignaz von Lederer
Ignaz Ludwig Paul svobodný pán von Lederer (25. srpna 1769 Vídeň – 10. září 1849 Vídeň) byl rakouský polní maršál a vojevůdce napoleonských válek. V rakouské armádě sloužil od roku 1784, jako důstojník jezdectva se vyznamenal ve válkách proti revoluční Francii a v napoleonských válkách. V hodnosti polního podmaršála a divizního velitele vynikl v závěrečné fázi bojů proti Napoleonovi na Rýně a ve Francii, za zásluhy obdržel Vojenský řád Marie Terezie (1814). Později působil v Itálii, jako generál jezdectva (1830) vystřídal posty zemského velitele na Moravě a v Haliči, nakonec byl v letech 1832–1848 zemským velitelem v Uhrách. Na začátku maďarské revoluce požádal o odchod do penze, do výslužby odešel v nejvyšší armádní hodnosti polního maršála (1848).

## Životopis

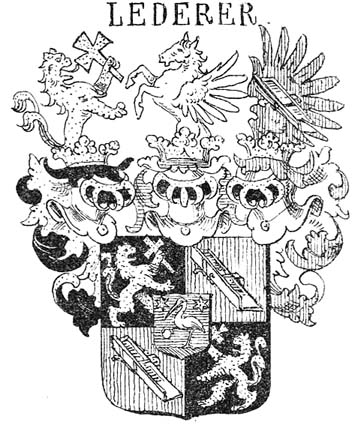
Erb rodu Ledererů

Pocházel z úřednické rodiny, narodil se jako mladší syn diplomata a říšského dvorního rady Augusta Gottloba Lederera (1723–1795). Do armády vstoupil v prosinci 1784 jako poručík k dragounskému pluku č. 31. Jako důstojník jezdectva se vyznamenal ve francouzských revolučních válkách a po bitvě u Stockachu byl povýšen na majora (1799). Jako podplukovník byl poté přidělen k 4. jezdeckému pluku, s nímž pobýval v Kyjově. V roce 1804 dosáhl hodnosti plukovníka a převzal velení 11. dragounského pluku v Kyjově.
Pro tažení v roce 1809 byl jmenován generálmajorem a velel brigádě kyrysníků v záložním sboru knížete Lichtenštejna. V dubnu 1809 bojoval u Řezna, poté se vyznamenal statečností v bitvách u Aspern a Wagramu. Po válce byl brigádním velitelem v Sedmihradsku. V roce 1813 byl povýšen do hodnosti polního podmaršála a v závěrečné fázi napoleonských válek byl velitelem divize na Rýně, v roce 1814 se svými jednotkami pronikl do Francie. V tažení roku 1815 bojoval v armádním sboru generála Colloreda a po skončení napoleonských válek byl jako divizní velitel v Mylhúzách součástí okupačních spojeneckých vojsk ve Francii.
Spojenecká okupační správa Francie skončila svou činnost v roce 1818 a Lederer se poté stal velitelem divize ve Vicenze. Později velel vyšším jednotkám na různých místech v Itálii, mimo jiné ve Veroně a od července do prosince 1829 byl krátce zastupujícím vrchním velitelem v Lombardsko-benátském království. V letech 1829–1831 byl zemským velitelem na Moravě a ve Slezsku se sídlem v Brně a v roce 1830 dosáhl hodnosti generála jezdectva. Krátce působil jako vrchní velitel v Haliči (1831–1832) a nakonec byl dlouholetým vrchním velitelem v Uherském království (1832–1848). V Pešti setrval šestnáct let, v závěru kariéry měl účast na začátku maďarské revoluce v roce 1848, kdy vzbouřencům odmítl vydat arzenál rakouské armády pro vyzbrojení uherské Národní gardy. Vzhledem ke svému věku a překotnému vývoji revolučních událostí požádal o uvolnění z funkce. K datu 16. června 1848 byl povýšen do hodnosti polního maršála a 1. července 1848 byl penzionován. Zemřel o rok později ve Vídni.

## Tituly a ocenění
Spolu se všemi členy rodiny užíval od roku 1778 titul svobodného pána. Od roku 1815 byl čestným majitelem dragounského pluku č. 2. V roce 1827 obdržel titul c. k. tajného rady s nárokem na oslovení Excelence. Jako vrchní velitel v Uhrách byl od roku 1840 držitelem uherského indigenátu. Během vojenské kariéry získal několik vyznamenání v Rakousku i od zahraničních panovníků.

### Rakousko
- komandérský kříž Řádu Marie Terezie (1814)[18][19]
- zlatý Válečný kříž 1813/1814 (1814)
- Řád železné koruny I. třídy (1827)

### Zahraničí
- Řád svaté Anny I. třídy (Rusko, 1815)
- komandér Řádu čestné legie (Francie, 1819)
- velkokříž Řádu sv. Jiří a Sjednocení (Království Obojí Sicílie, 1821)
- velkoříž Řádu sv. Ferdinanda a Za zásluhy (Království Obojí Sicílie, 1827)
- velkokříž Řádu sv. Michaela (Bavorsko, 1843)

## Rodina
V roce 1805 se oženil s Franziskou Xaverií von Trattnern (1785–1856), s níž měl tři syny, všichni sloužili v armádě. Nejmladší Hermann (1815–1832) zemřel předčasně jako podporučík, starší synové August (1807–1882) a Moriz (1809–1890) dosáhli u jezdectva generálských hodností.
Ignaz pocházel z početné rodiny, jeho bratři Paul (1761–1845), Josef (1771–1812), Karl (1772–1860) a Alois (1773–1842) působili v různých sférách veřejného života, uplatnili se ve státní správě, bankovnictví a diplomacii. Další bratr August (1768–1800) padl jako důstojník v bitvě u Marenga. Z dalších generací se v armádě uplatnili Josefovi potomci, syn Karl Josef (1800–1868) a vnuk Karl Ludwig (1837–1915), kteří také dosáhli generálských hodností. V jedné linii rod užíval od roku 1845 alianční jméno Lederer-Trattnern a jejím potomkům patřil do začátku 20. století velkostatek Slavičín na Moravě.